# Tuberastyochus tenebrosus
Tuberastyochus tenebrosus är en skalbaggsart som först beskrevs av Bates 1881.  Tuberastyochus tenebrosus ingår i släktet Tuberastyochus och familjen långhorningar.
Artens utbredningsområde är Guatemala. Inga underarter finns listade i Catalogue of Life.